# Anne Lockhart
Anne Lockhart, nata Anne Kathleen Maloney (New York, 6 settembre 1953), è un'attrice statunitense.

## Biografia
Nata nel 1953, è figlia dell'attrice June Lockhart e nipote degli attori Gene Lockhart e Kathleen Lockhart.
Ha iniziato la propria carriera da bambina; appare infatti nel cortometraggio T Is for Tumbleweed del 1958 e in 5 episodi della serie televisiva Lassie dal 1959 al 1962.
Fa il suo debutto cinematografico nel 1972 comparendo nel film E tutto in biglietti di piccolo taglio, anche se non è accreditata in questo film. Appare poi in Jory (1973), Sunburst (1975) e La ragazza dell'altro (1977). Nel periodo 1978-1979 recita in 12 episodi della serie TV Galactica.
Negli anni '70 e '80 appare in numerose serie TV come Happy Days, Barnaby Jones, Nel tunnel dei misteri con Nancy Drew e gli Hardy Boys, Truck Driver, Magnum P.I., Supercar e Supercopter. Negli anni '80 è anche doppiatrice nella serie L'Uomo Ragno e i suoi fantastici amici (1981-1983) per 23 episodi.
Nel 1983 recita ne I vendicatori della notte. Nel 1986 interpreta il ruolo della giovane Eunice St. Clair nel film Troll, film in cui la madre June Lockhart fa lo stesso ruolo da adulta. Tra gli altri suoi film vi sono Bug Buster (1998), Come ti ammazzo l'ex (2009) e Cowgirls 'n Angels - L'estate di Dakota (2014).

## Filmografia

### Cinema
- ...e tutto in biglietti di piccolo taglio (Fuzz), regia di Richard Colla (1972)
- Jory, regia di Jorge Fons (1973)
- Slashed Dreams, regia di James Polakof (1975)
- La ragazza dell'altro (Joyride), regia di Joseph Ruben (1977)
- Convoy - Trincea d'asfalto (Convoy), regia di Sam Peckinpah (1978)
- Just Tell Me You Love Me, regia di Tony Mordente (1978)
- Prigionieri della Terra (Earthbound), regia di James L. Conway (1981)
- Cannery Row, regia di David S. Ward (1982)
- E.T. l'extra-terrestre (E.T.: The Extra-Terrestrial), regia di Steven Spielberg (1982)
- Dieci minuti a mezzanotte (10 to Midnight), regia di J. Lee Thompson (1983)
- Risky Business - Fuori i vecchi... i figli ballano (Risky Business), regia di Paul Brickman (1983)
- I vendicatori della notte (Young Warriors), regia di Lawrence David Foldes (1983)
- Hambone and Hillie, regia di Roy Watts (1984)
- L'amore e il sangue (Flesh and Blood), regia di Paul Verhoeven (1985)
- Palle d'acciaio (Head Office), regia di Ken Finkleman (1985)
- The Serpent Warriors, regia di John Howard e Niels Rasmussen (1985)
- Troll, regia di John Carl Buechler (1986)
- Il grattacielo della morte (Dark Water), di Freddie Francis e Ken Wiederhorn  (1987)
- Big Bad John, regia di Burt Kennedy (1990)
- Bug Buster, regia di Lorenzo Doumani (1998)
- Route 666, regia di William Wesley (2001)

### Televisione
- Lassie – serie TV, 4 episodi (1959-1962)
- Death Valley Days – serie TV, 1 episodio (1965)
- Cannon – serie TV, episodio 1x20 (1972)
- Difesa a oltranza (Owen Marshall, Counselor at Law) - serie TV, episodio 2x01 (1972)
- Sesto senso (The Sixth Sense) – serie TV, episodio 2x02 (1972)
- Disneyland (The Wonderful World of Disney) – serie TV, 1 episodio (1973)
- Il mago (The Magician) – serie TV, episodio 1x00 (1973)
- Lisa, Bright and Dark, regia di Jeannot Szwarc - film TV (1973)
- Get Christie Love! - serie TV, 1 episodio (1974)
- Sierra – serie TV, episodio 1x13 (1974)
- Happy Days – serie TV, episodio 3x11 (1975)
- Three for the Road – serie TV, 1 episodio (1975)
- Barnaby Jones - serie TV, episodio 6x01 (1977)
- Nel tunnel dei misteri con Nancy Drew e gli Hardy Boys (The Hardy Boys/Nancy Drew Mysteries) – serie TV, 3 episodi (1977-1978)
- Emergency: The Steel Inferno, regia di Georg Fenady - film TV (1978)
- Galactica (Battlestar Galactica) – serie TV, 12 episodi (1978-1979)
- Project UFO – serie TV, episodio 2x18 (1978)
- Sulle strade della California (Police Story) – serie TV, episodio 5x07 (1978)
- The Eddie Capra Mysteries – serie TV, 1 episodio (1978)
- CHiPs - serie TV, episodio 3x07 (1979)
- L'incredibile Hulk (The Incredible Hulk) – serie TV, 2 episodi (1979-1981)
- Truck Driver (B.J. and the Bear) – serie TV, 2 episodi (1979-1980)
- Buck Rogers (Buck Rogers in the 25th Century) - serie TV, episodio 1x20 (1980)
- Hagen – serie TV, episodio 1x09 (1980)
- Magnum, P.I. - serie TV, 2 episodi (1981-1982)
- La camera oscura (Darkroom) - serie TV, 3 episodi (1982)
- Professione pericolo (The Fall Guy) - serie TV, 2 episodi (1982-1983)
- Supercar (Knight Rider) - serie TV, 2 episodi (1982-1983)
- The Paper Chase - serie TV, 1 episodio (1983)
- Automan – serie TV, episodio 1x12 (1984)
- Airwolf – serie TV, 56 episodi (1984-1986)
- Lottery! - serie TV, 1 episodio (1984)
- T.J. Hooker – serie TV, episodio 3x17 (1984)
- La signora in giallo (Murder, She Wrote) – serie TV, 4 episodi (1984-1994)
- Gidget's Summer Reunion, regia di Bruce Bilson - film TV (1985)
- P/S - Pronto soccorso (E/R) – serie TV, episodio 1x22 (1985)
- Il ritorno della donna bionica (Bionic Ever After?), regia di Alan J. Levi - film TV (1994)
- Un detective in corsia (Diagnosis Murder) - serie TV, 3 episodi (1994-2001)
- Simon & Simon: di nuovo insieme (Simon & Simon: In Trouble Again), regia di John McPherson - film TV (1995)
- Walker Texas Ranger – serie TV, episodio 6x08 (1997)
- JAG - Avvocati in divisa (JAG) – serie TV, episodio 5x06 (1999)
- Chicago Fire – serie TV, 98 episodi (2012-2021) 'non accreditato'
- Star Trek Continues – serie TV, episodio 1x09 (2017)